# 中鮑多
中鮑多是哥倫比亞的城鎮，位於該國西部，由喬科省負責管轄，距離首府基布多120公里，始建於1999年4月8日，面積4,840平方公里，海拔高度37米，2005年人口9,358。
5°03′N 77°03′W / 5.05°N 77.05°W